# Сома (княжество)
Княжество Сома (яп. 相馬藩 Сома-хан) — феодальное княжество (хан) в Японии периода Эдо (1602—1871). Сома-хан располагался в провинции Муцу (современная префектура Фукусима) на острове Хонсю. Княжество также было известно как Накамура-хан (中村藩).

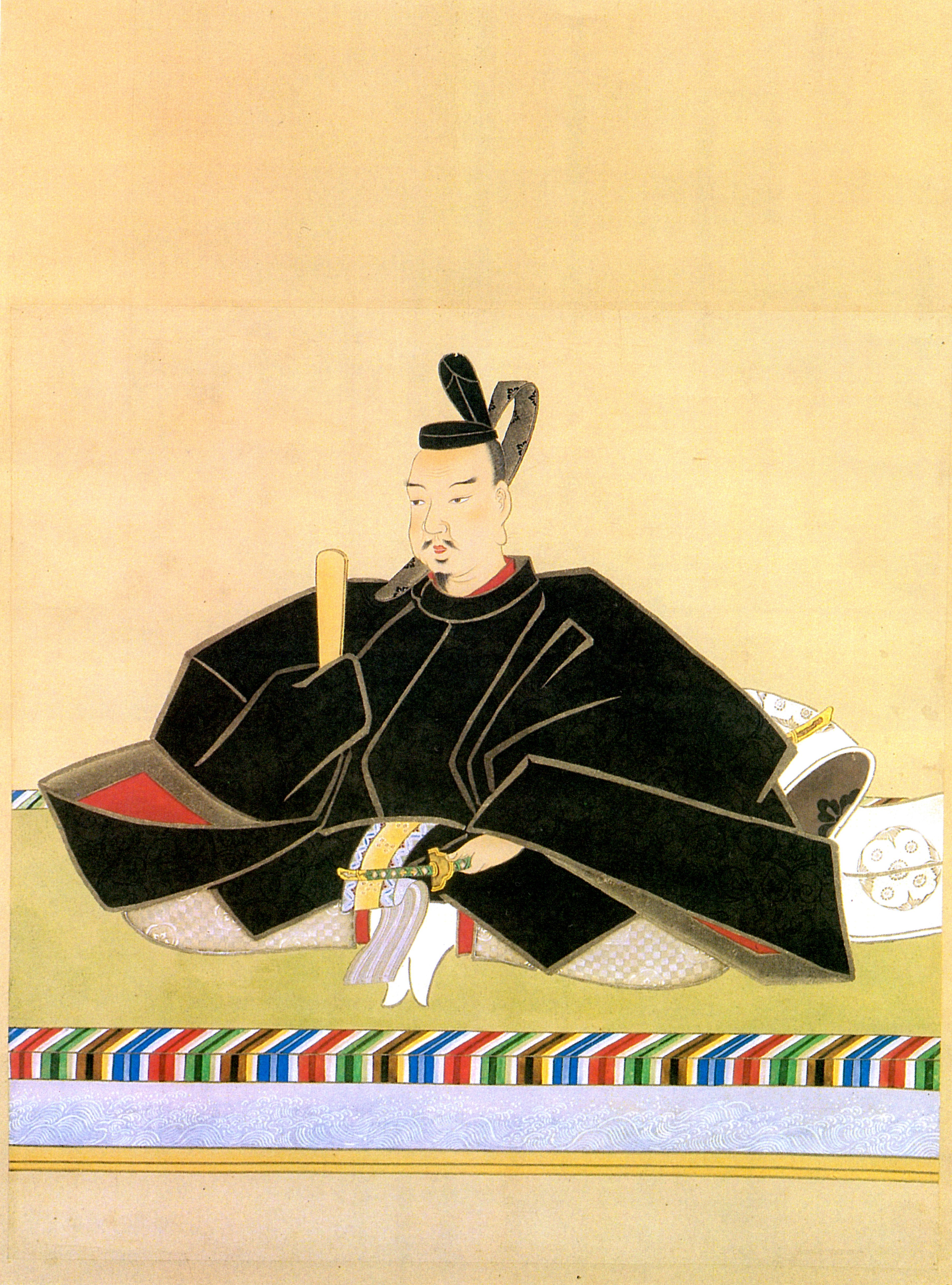
Сома Масатанэ, 5-й даймё Сома-хана

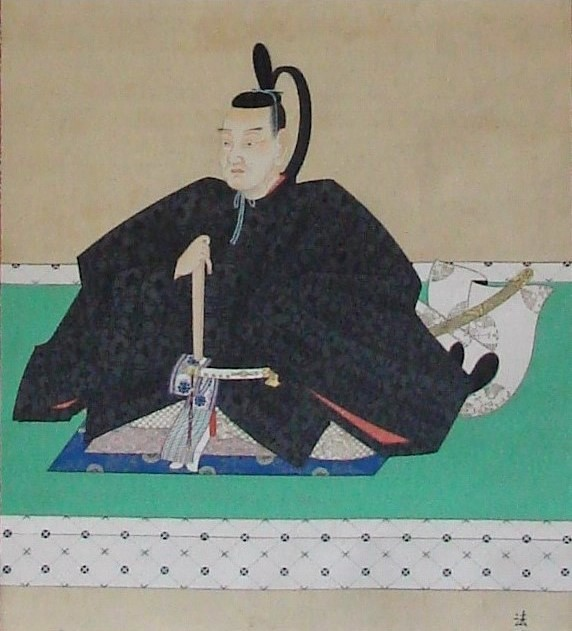
Сома Моротанэ, 8-й даймё Сома-хана

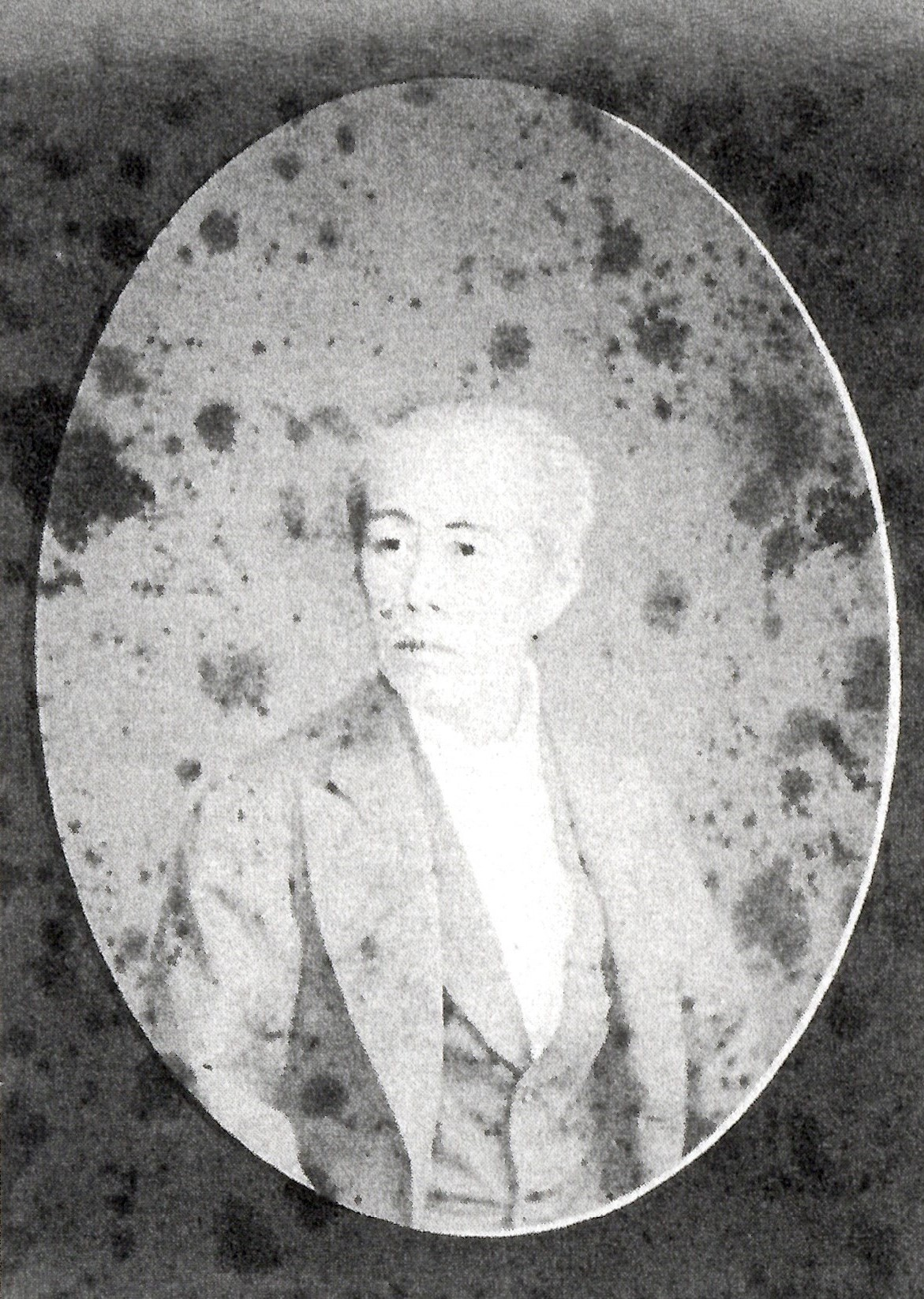
Сома Мицутанэ, 12-й даймё Сома-хана

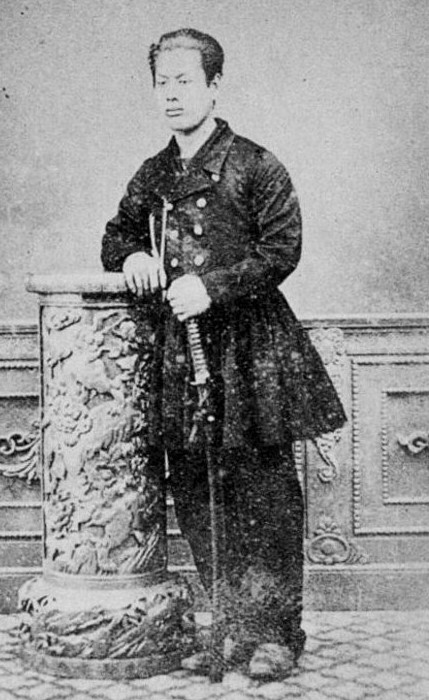
Сома Томотанэ, 13-й даймё Сома-хана

Административный центр хана: Замок Накамура в южной части провинции Муцу (современный город Сома в префектуре Фукусима).
Доход хана:
- 1602—1871 годы — 60 000 коку риса.

## История
С конца 12 века род Сома управлял районом Намадори. В 1600 году после битвы при Сэкигахаре Токугава Иэясу конфисковал владения рода Сома. В 1611 году глава клана Сома Ёситанэ восстановил свои владения при посредничестве Датэ Масамунэ, даймё Сэндай-хана.
В 1780-х годах Сома-хан пострадал от голода и бедствий. В княжество были переселены иммигранты из провинции Эттю (сейчас — префектура Тояма).
В 1830-х и 1840-х годах в Сома-хане практиковался сельскохозяйственный метод «Хотоку», созданный японским учёным Синтоку Ниномия из Одавара.
Во время Войны Босин (1868—1869) Накамура-хан присоединился к Северному союзу, но княжество было оккупировано правительственными войсками императора Мэйдзи.
В 1871 году после административно-политической реформы Накамура-хан был ликвидирован. На территории бывшего княжества первоначально была создана префектура Накамура, которая стала частью префектуры Фукусима.

## Список даймё
- Сома Тоситанэ (相馬利胤; 1581—1625), 1-й даймё Сома-хана (1602—1625), старший сын Сома Ёситанэ (1548—1635), 16-го глава клана Сома (1602—1612)
- Сома Ёситанэ (相馬義胤; 1619—1651), 2-й даймё Накамура-хана (1625—1651), старший сын предыдущего
- Сома Тадатанэ (相馬忠胤; 1637—1673), 3-й даймё Сома-хана (1652—1673), второй сын Цутии Тосинао (1607—1675), 2-го даймё Куруи-хана (1612—1675), приёмный сын предыдущего
- Сома Садатанэ (相馬貞胤; 1659—1679), 4-й даймё Накамура-хана (1673—1679), старший сын предыдущего
- Сома Масатанэ (相馬昌胤; 1661—1728), 5-й даймё Сома-хана (1679—1701), младший брат предыдущего
- Сома Нобутанэ (相馬叙胤; 1677—1711), 6-й даймё Сома-хана (1701—1709), сын Сатакэ Ёсидзуми (1637—1703), даймё Кубота-хана (1672—1703), приёмный сын предыдущего
- Сома Такатанэ (相馬尊胤; 1697—1772), 7-й даймё Накамура-хана (1709—1765), второй сын Сома Масатанэ, 5-го даймё Сома-хана
- Сома Моротанэ (相馬恕胤; 1734—1791), 8-й даймё Сома-хана (1765—1783), внук Сома Нобутанэ, 6-го даймё Сома-хана
- Сома Ёситанэ (相馬祥胤; 1765—1816), 9-й даймё Накамура-хана (1783—1801), третий сын предыдущего
- Сома Муратанэ (相馬樹胤; 1781—1839), 10-й даймё Сома-хана (1801—1813), старший сын предыдущего
- Сома Масутанэ (相馬益胤; 1796—1845), 11-й даймё Накамура-хана (1813—1835), четвёртый сын Сома Ёситанэ, младший брат предыдущего
- Сома Муцутанэ (相馬充胤; 1819—1887), 12-й даймё Сома-хана (1835—1865), старший сын предыдущего
- Сома Томотанэ (相馬誠胤; 1852—1892), 13-й даймё Накамура-хана (1865—1871), второй сын предыдущего.